# Oxoia antonia
Oxoia antonia är en fjärilsart som beskrevs av Druce 1901. Oxoia antonia ingår i släktet Oxoia och familjen tandspinnare. Inga underarter finns listade i Catalogue of Life.